# Sönke Düwer
Sönke Düwer (* 1967 in Hamburg) ist ein deutscher Fusionmusiker (Schlagzeug, Keyboards, auch Gitarre, Komposition).

## Leben und Wirken
Düwer spielte bereits als Zwölfjähriger in einer Rockband Schlagzeug und entdeckte bald Funk und Jazz. Mit 20 Jahren arbeitete er als Schlagzeuglehrer und Bandcoach bei einem sozialpädagogischen Jugendprojekt in Hamburg. An der Hochschule für Musik und Theater Hamburg begann er sein Studium, dass er 1991 an der damaligen Hochschule der Künste Berlin bei David Friedman  und Jerry Granelli fortsetzte (Abschluss 1995).
Bereits während des Studiums errang Düwer mit der Band Welcome to the Maze 1994 den 1. Preis des Berliner Senatswettbewerbs. Zurück in Hamburg trat er zunächst mit den Bob Cats auf. Mit seinen Projekten Groove Galaxi und Energie du Verre arbeitete er mit dem Mojo Club zusammen. Im Trio Groove Galaxi legte er 2001 das gleichnamige Album bei Traumton Records vor. Mit seinem 2003 entstandenen Projekt Ensemble du Verre produzierte er seit 2004 mehrere Alben. Im selben Jahr war er mit Bugge Wesseltoft auf gemeinsamer Deutschlandtour. Auf dem zweiten Album von Ensemble du Verre, Sing Me Something (2005), waren als Gäste Sidsel Endresen, Ursula Rucker und Torun Eriksen beteiligt; ARTE Online empfahl es als CD des Jahres 2005. Das dritte Album des Projekts, Sanctuary for Animals, kam 2008 auf die Bestenliste beim Preis der deutschen Schallplattenkritik. Das Album Rooms wurde vom WDR als Album der Woche vorgestellt. Weitere Alben von Ensemble du Verre waren My Jet-Black Notebook (2019) oder Book of Fulfilled Wishes, Volume 1 (2024). Er ist bei den Leverkusener Jazztagen, der Jazz Baltica und Elbjazz aufgetreten. Weiterhin spielte er im Globe Unity Orchestra und im Vienna Art Orchestra.
Als Komponist und Produzent verfasste Düwer auch die Filmmusik zu The Noise of Cairo (2012), arbeitete mit seiner Frau, der Sängerin Ute Lorenzen (Eden (A Home for You)), und für das Label Compost.
Seit 1995 unterrichtete Düwer zudem an verschiedenen Musikschulen; 2008 gründete er die Schlagzeugschule Rahlstedt.